# Johan Aagaard
Johan Peter Aagaard, född i Odense 3 maj 1818, död i Köpenhamn 22 maj 1879, var en dansk xylograf, bror till C.F. Aagaard. 
Ursprungligen var han bestämd för målarhantverket, blev lärling och begav sig 1839 till Köpenhamn; men kort därefter påbörjade han undervisning hos A.C.F. Flinch och utvecklade sig under denna så väl, att han redan 1842 kunde delta med ett antal träsnitt på Charlottenborgsutställningen.
Under följande år offentliggjorde han flera blad och vann snart erkännande som en av de duktigaste konstnärerna inom sitt fack. Det var dock särskilt efter att han 1849 blivit kompanjon till xylografen A.Th. Kittendorf, som han utvecklade en större verksamhet. 
Firman blev snart en av landets ansenligaste av sitt slag, och därifrån utgick en mängd större och mindre illustrerade verk, bland vilka Fabricius Danmarkshistoria kan nämnas som det viktigaste i konstnärligt avseende. 
Då C.A.T. Piil hade uppfunnit kemitypin, använde Aagaard även den reproduktionsmetoden, dels i den på firmans förlag utkommande illustrerade almanackan och i olika veckoblad, dels i den av Worsaae utgivna Afbildninger fra det kgl. Museum for nordiske Oldsager.